# Lägermössa m/1937
Lägermössa m/1937 var en båtmössa som användes inom försvarsmakten.

## Utseende
Denna lägermössa är tillverkad i komiss och anpassad för att kunna bäras under hjälmen. På mössan bars av officerare kokard och mössmärke m/1865 samt av manskapet kompanimärke.

## Användning
Mössan användes av hela armén som huvudbonad till uniform m/1923-1937.